# Миронов, Николай Сергеевич
Николай Сергеевич Миронов — советский хозяйственный, государственный и политический деятель.

## Биография
Родился в 1930 году в деревне Бяково. Член КПСС.
Образование высшее (окончил Всесоюзный заочный машиностроительный институт)
С 1949 года — на хозяйственной, общественной и политической работе. 
В 1949—1995 гг. — токарь, мастер, начальник участка, начальник цеха, начальник производства, главный инженер, генеральный директор ПО «Машиностроительный завод «Молния».
Лауреат Государственной премии СССР (1981).
C 1995 гг. — пенсионер.
Избирался народным депутатом СССР. Делегат XXVII съезда КПСС. 
Жил в Москве.

## Награды
- Орден Ленина[1]
- Орден Октябрьской Революции[1]
- Орден Трудового Красного Знамени[1]
- Орден «Знак Почёта»[1]